# Aria Montgomery
Aria Marie Montgomery-Fitz es un personaje ficticio de la serie de libros Pretty Little Liars de Sara Shepard. Es interpretada por Lucy Hale en la adaptación para televisión, que se estrenó en ABC Family en junio de 2010. La actriz fue nominada a Choice Summer TV Star: Female en los Teen Choice Awards 2010 y 2011 por su papel en la serie.

## Televisión

### Primera Temporada
La serie comienza en un granero cuando cuatro chicas Aria, Hanna, Emily y Spencer hacen una fiesta de pijamadas y entonces son sorprendidas por su mejor amiga, Alison DiLaurentis, quien las asusta cuando causa crujidos fuera del establo ya que ella les estaba haciendo una broma. Alison les dice si ellas quieren ser hipnotizadas, ellas aceptan. Cuando se despiertan Alison no está,  Alison desaparece y nadie sabe nada de ella.
Un año más tarde, Aria y su familia han vuelto a casa en Rosewood después de vivir un año en Islandia. Aria aún se siente preocupada por la desaparición de su mejor amiga. Más tarde, lleva a su hermano, Mike, a lacrosse y se detiene en un bar, donde conoce a un chico llamado Ezra, quien la confunde con una chica universitaria y le comenta que pronto va a comenzar con su nuevo puesto de profesor. Los dos sienten una conexión instantánea y terminan besándose en el baño.
En una conversación con su padre, vemos un "recuerdo" de Aria y Alison viendo a su padre, Byron, besando a otra mujer en el asiento trasero de su auto. Aria vuelve a reunirse con sus viejas amigas, principalmente Emily, en la escuela y descubre que Ezra es en realidad, su nuevo profesor de inglés, el Sr. Fitz. Luego de ese momento incómodo, Aria recibe un mensaje de texto de una persona desconocida que firma como "A" que decía: "Aria: tal vez el se mete con estudiantes todo el tiempo. Muchos maestros lo hacen. Solo pregúntale a tu papá -A". Aria intenta continuar su relación con Ezra, pero él la rechaza diciéndole que todo ha cambiado. Sin embargo, reavivan su relación en el funeral de Alison, la cual es encontrada muerta en un pozo del patio trasero de su casa donde se estaba construyendo la piscina justo antes de su desaparición. Aria se reencuentra con Emily, Hanna y Spencer, cada una revela que recibieron  un mensaje de "A", al salir del funeral todas reciben un mensaje de "A" diciendo: "Sigo aquí, perras. Y lo sé todo -A".

### Segunda temporada
En la segunda temporada las chicas continúan con sus respectivas parejas pero todo es mucho más complicado.
Tras la muerte de Ian, A se las ingenia para hacer que parezca que él fue el responsable de matar a Ali y por ello se había suicidado. Muy lejos de lo que en verdad pasó: fue asesinado. La investigación policial muestra la causa de la muerte de Alison a las chicas; se descubre que Ali recibió un fuerte golpe en la cabeza y después fue enterrada viva ya que se encontraron muestras de tierra en sus pulmones. Las chicas en el cumpleaños-campamento de mona, tienen un leve encuentro con A él cual atropella a Hanna, mucho después de este incidente también intenta matar a Emily causándole unas úlceras en su estómago las cuatro chicas fingen que se pelearon para armarle una trampa y así poder vengarse del dichoso A pero él escapa dejando su teléfono tirado. 
Tras mucho investigar y gracias a la ayuda de Caleb, el novio de Hanna, que es un experto informático consiguen encontrar nuevos videos y fotos, pero esto solo servirá para que se creen nuevas dudas y nuevos sospechosos, con un final muy inesperado "Mona" una de las mejores amigas de la escuela de Hanna termina siendo "A" la atrapan se va directo a un manicomio pero... entre todas las temporadas la vida de estas cuatro chicas da muchas vueltas, y nada es lo que parece o nada es lo que dicen ni lo que hacen, las chicas se empiezan a dar cuenta que en Rosewood no se debe ni se puede confiar en nadie, en ciertas veces ni en ellas mismas..

## Comparación con el libro
- En el libro, pasa más de dos años en Islandia, en la serie, vuelve a Rosewood después de uno.
- En el libro, su relación con Ezra es más corta.
- En el libro, tiene un romance con Sean, que acaba cuando él recibe un mensaje de "A" informándolo sobre Ezra y Aria. En la serie, solo son recurrentes amigos.
- En la serie, su madre es quien se muda al enterarse del engaño de Byron con Meredith. En el libro, Aria y su padre son quienes se van.
- En el libro Aria tiene los ojos azul marino y cabello negro ondulado.